# Jałowiec (Słowacja)
Jałowiec (słow. Jalovec, węg. Jalóc) – wieś (obec) położona na Liptowie, 9 km na północ od Liptowskiego Mikułasza, na wschodnim brzegu Jałowieckiego Potoku, między wylotem Doliny Jałowieckiej a wsią Bobrowiec, na południowo-zachodnim krańcu Tatr. Leży na wysokości ok. 680 m n.p.m. Wieś powstała już w wieku XIII, pierwsza wzmianka pochodzi z 1391 r. Posiada bogate tradycje pasterskie, kiedyś należały do niej hale w Dolinie Jałowieckiej.

## Szlaki turystyczne z Jałowca

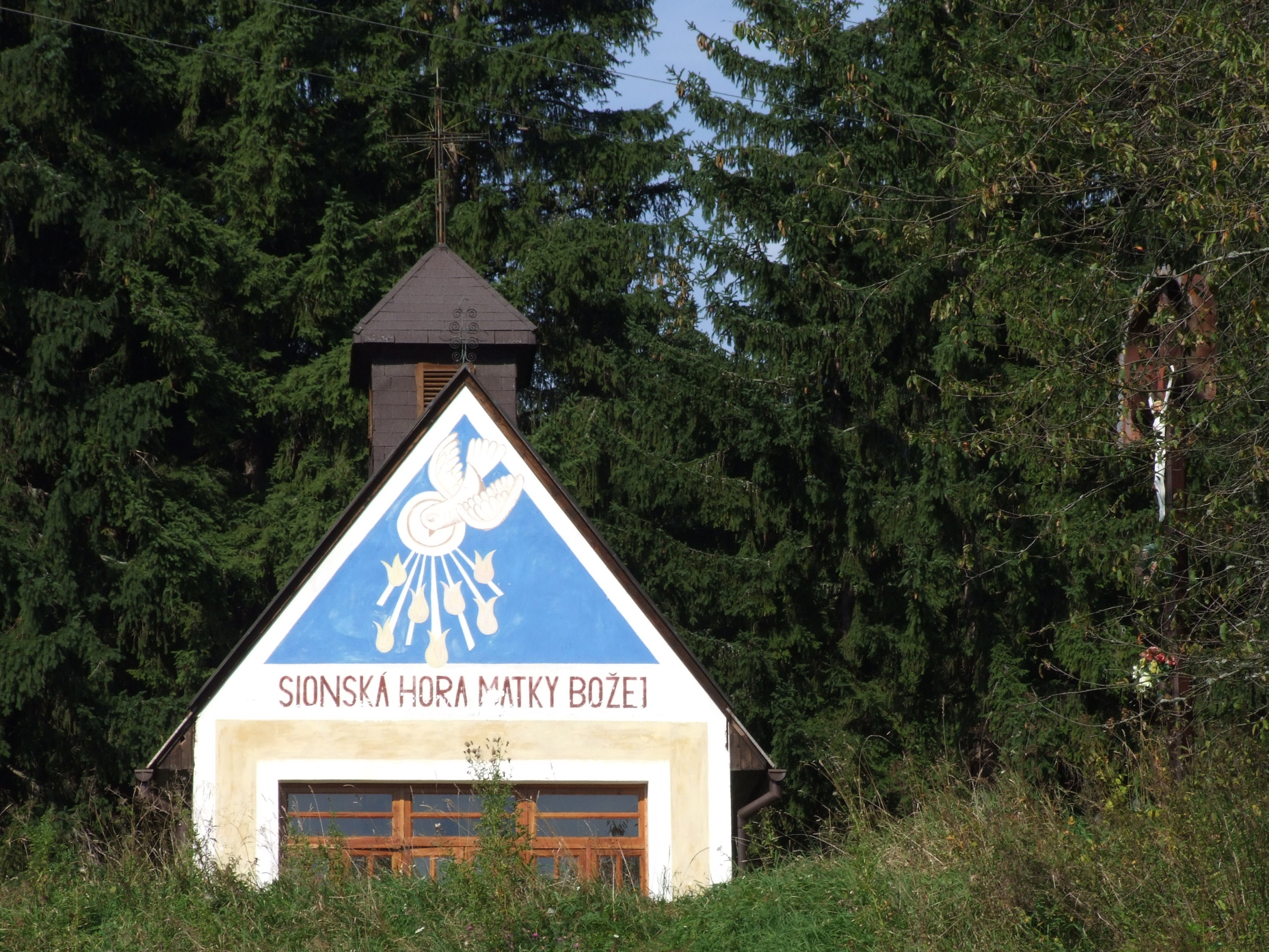
Kaplica u wylotu Doliny Jałowieckiej

– żółty: Jałowiec – rozdroże pod Tokarnią (początek Magistrali Tatrzańskiej) – Przesieka – Dolina Jałowiecka – rozdroże do Parzychwostu – Dolina Bobrowiecka – Palenica.
- Czas przejścia z Jałowca do rozdroża pod Tokarnią: 1:05 h, ↓ 45 min
- Czas przejścia od rozdroża pod Tokarnią do rozdroża do Parzychwostu: 1:35 h, ↓ 1:35 h
- Czas przejścia od rozdroża do Parzychwostu na Palenicę Jałowiecką: 2 h, ↓ 1:30 h